# Пакана
Пакана (на английски: Pakana) e малко северноамериканско индианско племе, част от Крикската конфедерация, което първоначално живее в долната част на река Куса, на няколко мили от днешния Монтгомъри в Алабама. Въпреки че са част от криките и тясно свързани с племената алабама и коасати, техният оригинален език не е мускогски, а най-вероятно натчез. Няма доказателства за това твърдение, тъй като по време на срещата им с първите европейци, пакана вече говорят мобил жаргон.

## История
След оттеглянето на французите през 1763 г., заедно с други малки групи, пакана напускат родината си и се местят на запад. Установяват се в Байо Лафурш в Луизиана. През 1805 г. живеят на Калкасиу Байо и разполагат с около 30 мъже. През 1834 г. се местят в Тексас и издигат селото си близо до днешния Оналаска в западната част на окръг Полк. През 1882 г. там живеят общо 42-ма души от племето. През 1899 г., заедно с други мускоги, се присъединяват към криките в Оклахома.